# Distrito Lebyazhyevsky
El distrito de Lebyazhyevsky  (en ruso: Лебя́жьевский райо́н: Лебя́жьевский райо́н) es un distrito administrativo y municipal (raión), uno de los veinticuatro en el óblast de Kurgan, Rusia. Está localizado en el este del óblast. El área del distrito es 3,180 kilómetros cuadrados (1,230 sq mi). Su centro administrativo es la localidad (un asentamiento de tipo urbano) de Lebyazhye. 
Población: 16,557 (2010 Censo); 21,178 (2002 Censo); 23,490 (1989 Censo). La población de Lebyazhye representa el 39,0 % de la población total del distrito.